# Винодельни Лунгаротти
Lungarotti — итальянская винодельня, расположенная в Умбрии и работающая в Торджано и Монтефалько.
Предприятие родилось в Торджано в 1962 году по инициативе Джорджо Лунгаротти (ит.), который, в соответствии с наиболее инновационными энологическими тенденциями, развил местное виноделие, в некоторых случаях вернув к жизни виноградники, пострадавшие во время эпидемии филлоксеры в конце XIX века. Он ввел новые сорта и экспериментировал с новыми системами производства как на виноградниках, так и на винодельне.
После получения признания (первая винодельня в Умбрии и пятая в Италии получившая статус DOC в 1968 году для вин Rosso и Bianco di Torgiano, и в 1990 статус DOCG для Торджано Россо Ризерва (ит.)) винодельня Лунгаротти вышла на международный рынок.
Особое значение имеет и важный вклад в сфере культуры, в результате которого, в Торджано построен музейный комплекс, включающий Музей вина Лунгаротти (итал. Museo del vino) и Музей оливкового дерева и оливкового масла (итал. Museo dell’olivo e dell’olio), которые находятся в управлении фонда, посвящённого исследованию и развитию культуры вина в Италии. В последнее время, винодельни Лунгаротти расширяют круг своей деятельности, благодаря винодельне в Монтефалько, которая производит такие марки вин как Rosso locale и Монтефалько Сагрантино (ит.).

## Список литературы
- Джонсон, Хью[англ.], Modern encyclopedia of wine, New York, Simon and Schuster, 1983